# Armand Marcelle
Armand Édouard Charles Marcelle (Reims, 10 de octubre de 1905-Reims, 26 de diciembre de 1974) fue un deportista francés que compitió en remo. Fue hermano del también remero Édouard Marcelle.
Participó en los Juegos Olímpicos de Ámsterdam 1928, obteniendo una medalla de plata en la prueba de dos con timonel.

## Palmarés internacional
| Juegos Olímpicos | Juegos Olímpicos         | Juegos Olímpicos | Juegos Olímpicos |
| Año              | Lugar                    | Medalla          | Prueba           |
| ---------------- | ------------------------ | ---------------- | ---------------- |
| 1928             | Ámsterdam (Países Bajos) | Medalla de plata | Dos con timonel  |